# Astrodon johnstoni
Astrodon johnstoni (lt."dientes estrella de Johnston") es la única especie conocida del género extinto Astrodon de dinosaurio saurópodo braquiosáurido, representado por una única especie, que vivió a mediados del período Cretácico, hace aproximadamente 112 millones de años, en el Aptiense de Norteamérica. El género Pleurocoelus es considerado por muchos sinónimo de Astrodon. Se supone que las huellas del Río Paluxy, Formación Glen Rose, fueron producidas por animales de este género u otro muy similar.

## Descripción

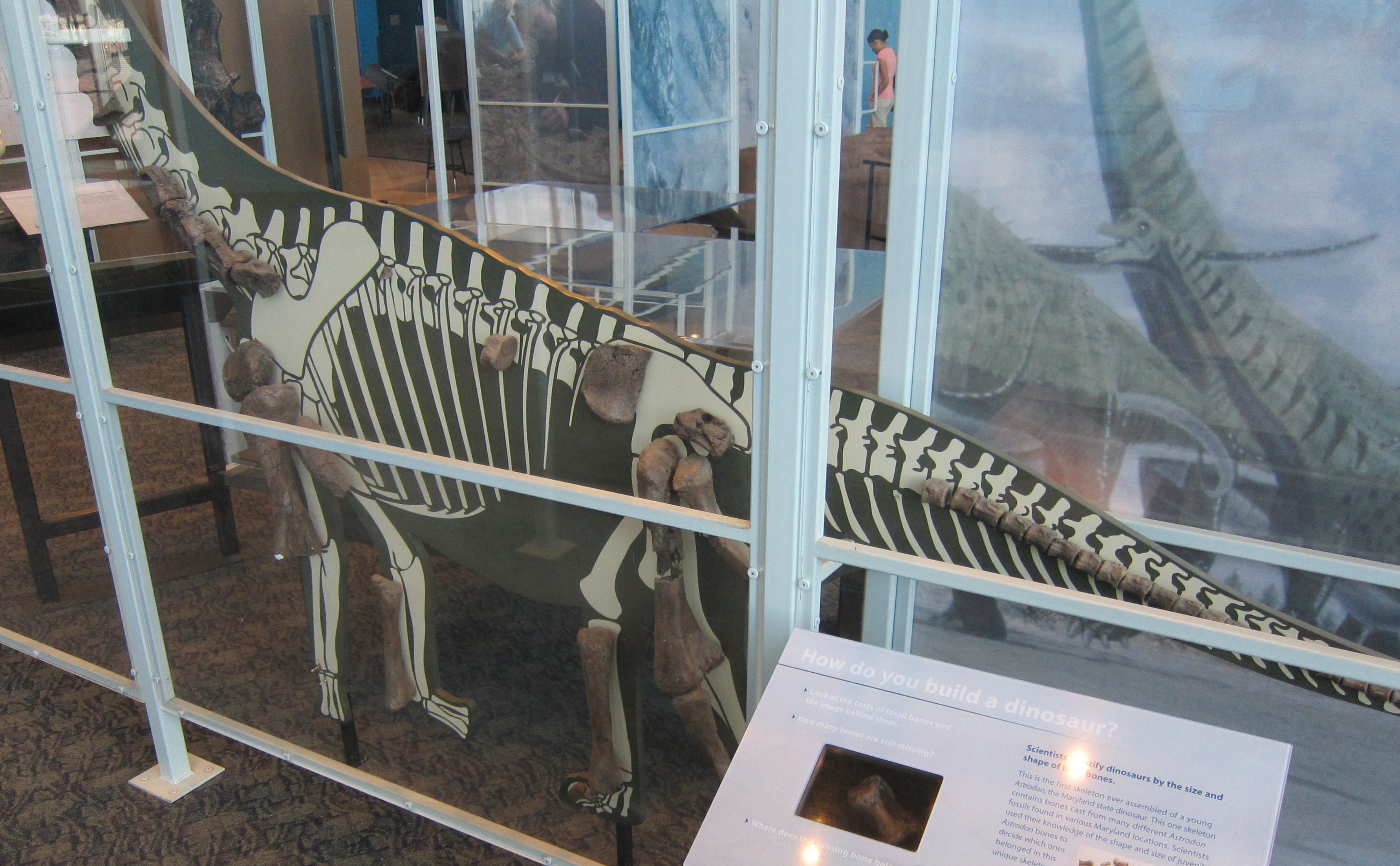
Esqueleto de "Astrodon"

Astrodon era un saurópodo que pertenecía a los titanosauriformes. Es decir tenía la cabeza pequeña, el cuello y la cola largos. Las piernas fuertes, sólidas apoyaron su cuerpo redondeado. A pesar de ello se diferencian de otras especies por sus dimensiones. Un adulto Astrodon podía tener entre 15 y 18 metros de largo, 9 de alto y 20 toneladas en masa. Eran herbívoros, probablemente se alimentaban de coníferas, helechos, y otras plantas. Tenían muchos depredadores como el utarráptor o el acrocantosaurio, pero se protegían usando sus patas y colas.

## Descubrimiento e investigación
Los primeros restos fósiles fueron encontrados en 1858 por Philip Tyson, entonces químico agrícola del estado de Maryland. Su descubrimiento de dos dientes en la arcilla de Arundel cerca de Muirkirk fue el segundo hallazgo de dinosaurios en los Estados Unidos y el primero en Maryland. Fueron encontrados una mina a cielo abierto de mineral de hierro a cielo abierto de Latchford en la formación Arundel en Swampoodle cerca de Muirkirk en el Condado de Prince George, Maryland. Tyson cedió los dientes al médico y dentista local Christopher Johnston, quien rebanó un diente en secciones transversales, descubriendo un patrón en estrella. En su artículo en el año 1859 para el diario americano de la ciencia dental, Johnston denominó Astrodon al género, sin embargo no aportó un nombre específico. Fue Joseph Leidy quien denominó A. johnstoni a la especie en 1865 con tan holotipo espécimen YPM 798 . Si Johnston había unido un epíteto específico, lo que lo haría la segunda especie de dinosaurios identificado en Estados Unidos. Johnston declaró incorrectamente que el lugar del hallazgo ha sido una mina de hierro cerca de la ciudad de Bladensburg. En 1998, el A. johnstoni fue nombrado el dinosaurio del estado de Maryland.
En 1888, O.C. Marsh nombró algunos huesos provenientes de la Formación Arundel cerca de Muirkirk, Maryland Pleurocoelus nanus y Pleurocoelus altus. Sin embargo, en 1903, John Bell Hatcher, teniendo en cuenta la similitud de los dientes de Astrodon johnstoni y los dientes de la Formación Arundel que se refieren a Pleurocoelus nanus, argumento que este último representa la misma especie que el anterior y que el nombre Astrodon por lo tanto tenía prioridad. En 1921 Charles W. Gilmore acordó que el género Pleurocoelus es un sinónimo más moderno de Astrodon, pero al mismo tiempo mantiene P. nanus y P. Altus como especies separadas de Astrodon. Una posición que el Carpenter y Tidwell en 2005 aceptaron en la primera descripción profunda de este dinosaurio.  Otras especies a la vez asignados al género incluyen A. valdensis y Astrodon pussilus. En 1962, R. F. Kingham asignó a Brachiosaurus, incluyendo todas sus especies, a Astrodon como un subgénero. Carpenter y Tidwell en 2005 aceptaron el argumento de Hatcher que hay solo una especie de dinosaurio saurópodo conocido de la Formación Arundel y que Astrodon johnstoni es el sinónimo más antiguo de Pleurocoelus nanus, así como P. altus en la primera descripción en profundidad de este dinosaurio. Es interesante que la mayoría de los huesos de Astrodon sean juveniles. Pleurocoelus generalmente se considera un sinónimo de Astrodon, pero todavía se debe clarificar si son realmente dos géneros diferentes. Carpenter y Tidwell por lo tanto consideran las dos especies nombradas por Marsh, P. nanus y P. altus, como diversas etapas del crecimiento de Astrodon johnsoni.
Sin embargo, otros autores no encontraron el argumento a favor de la sinonimia de Astrodon y Pleurocoelus tan convincente. De acuerdo con Peter Rose en 2007 no se ha demostrado que, o bien los dientes de A. johnstoni o los atribuidos a Pleurocoelus son "morfológicamente de diagnóstico entre titanosauriformes", lo que limita su utilidad cuando se trata de distinguirlos de los dientes de otros taxones. La serie tipo de P. nanus y P. altus, cuatro vértebras y dos extremidades posteriores huesos, respectivamente, no se puede comparar directamente con los dientes de la serie tipo de Astrodon, por lo que cualquier comparación tiene que ser llevado a cabo sobre la base de las muestras asignadas a  Pleurocoelus. Estos, sin embargo, son todos los huesos aislados de la formación Arundel, que a su vez fueron remitidos a Pleurocoelus solo basándose  "en la proximidad de las localidades y el tamaño de los huesos". Rose llega a la conclusión de que, como Astrodon no se basa en el material de diagnóstico, "los nuevos descubrimientos no deberían estar alineados con ese género" y que "el argumento sinonimizar los dos taxones, Astrodon y Pleurocoelus, parece infundada". El material tipo de Pleurocoelus no puede ser diagnóstico, así, según el autor.
Un argumento similar fue hecha por Michael D. d'Emic en 2013. El autor no ha encontrado ningún características de diagnóstica en el material tipo de A. johnstoni , P.nanus y P. altus y considera los tres taxones como dudosos, según el autor, no hay evidencia directa de que los huesos de saurópodos de la formación Arundel aparte de sus holotipos pueden ser referidos a estos taxones. D'Emic también indicó que la procedencia exacta de los huesos de la serie tipo de Pleurocoelus nanus es incierto y por lo tanto "estos huesos podría representar una quimera de individuos o grupos taxonómicos". El autor también comentó sobre el diagnóstico de Astrodon johnstoni propuesto por Carpenter y Tidwell, que se basa en la totalidad del material saurópodo de la Formación Arundel, no solo en los dientes de la serie del modelo, afirmó que la mayoría de los supuestos autapomorfías de este taxón "son indistinguibles en comparación con otros saurópodos como Camarasaurus (...) y/o están relacionados con la naturaleza del material de menores".

## Paleoecología

### Hábitat
La formación Arundel de Maryland se ha fechado a través palinomorfos a la etapa Albianense del período Cretácico, hace unos 112 millones de años. Esta formación es parte del Grupo Potomac que incluye formaciones no solo en Maryland, sino también en partes de Washington D. C., Delaware y Virginia. La formación Arundel se depositó en el borde de la cuenca del Océano Atlántico en expansión. La región conservada en esta formación era una llanura amplia y generalmente plana con varias corrientes de agua a través de ella, probablemente similares a las regiones costeras de hoy en día de Alabama, Georgia, Luisiana y Misisipi.
Material fósil asignado a Astrodon también se ha encontrado en dos localidades de Oklahoma de la formación Antlers, que se extiende desde el suroeste de Arkansas a través del sudeste de Oklahoma y en el noreste de Texas. Esta formación geológica no ha sido fechado por radiometría. Los científicos han utilizado datos de biostratigráficas y el hecho de que comparte varios de los mismos géneros como el grupo Trinidad de Texas, para suponer que esta formación se estableció durante la etapa de Albiano del Cretácico Temprano, aproximadamente 110 millones de años.

### Paleofauna
En la formación Arundel de Maryland Astrodon compartió su paleoambiente con los dinosaurios como celurosaurianos , el anquilosauriano Priconodon crassus, el nodosáurido Propanoplosaurus marylandicus, un posible ceratopsiano basal, y potencialmente el ornitópodo Tenontosaurus . La evidencia fósil de los terópodos  apunta a la presencia de los pocos conocidos Dryptosaurus medius , Capitalsaurus "potens" y Coelurus gracilis, y el conocido gran terópodo Acrocanthosaurus atokensis, lo que probablemente eran los depredadores en esta región. Otros vertebrados no son tan bien conocidos de la formación, pero incluyen tiburones de agua dulce , peces pulmonados, al menos tres géneros de tortugas incluyendo Glyptops caelatus y el cocodriloideo Goniopholis affinis. La evidencia ha demostrado que la presencia de mamíferos multituberculados como Argillomys marylandensis. Las trazas fósiles incluyen pistas de terópodos conocidos como Eubrontes y otras asignadas al icnogénero Pteraichinus perteneciente a un pterosaurio, que demuestran que estos animales estaban presentes en abundancia.  La vida vegetal de esta zona incluye árboles conservados como madera petrificada, cícadas como Dioonites, gGinkgos, la planta de tierra Selaginella y gigantes coníferas Sequoia.
En la formación Antlers de Oklahoma, Astrodon vivía junto a otros dinosaurios, como los saurópodos Sauroposeidon proteles, el dromeosáurido Deinonychus y el carnosaurio Acrocanthosaurus atokensis. El dinosaurio más común en el paleoambiente conservado es el ornitópodo Tenontosaurus. Otros vertebrados presentes en el momento de Astrodon incluyen el anfibio Albanerpeton arthridion, los reptiles Atokasaurus metarsiodon y Ptilotodon wilsoni, los cocodrilos Bernissartia y Goniopholis, los peces cartilaginosos Hybodus buderi y Lissodus anitae , el actinopterigio Gyronchus dumblei y las tortugas Glyptops y Naomichelys.  Los posibles restos de aves indeterminadas también se conocen de esta formación. La evidencia fósil sugiere que el pejelagarto Lepisosteus fue el vertebrado más común en esta región. Los primeros mamíferos conocidos en esta región son Atokatherium boreni y Paracimexomys crossi.